# Neotephria
Neotephria is een geslacht van vlinders van de familie spanners (Geometridae), uit de onderfamilie Larentiinae.

## Soorten
- N. antelataria Staudinger, 1892
- N. avinoffi Prout, 1939
- N. ramalaria Felder, 1875